# کویشوو

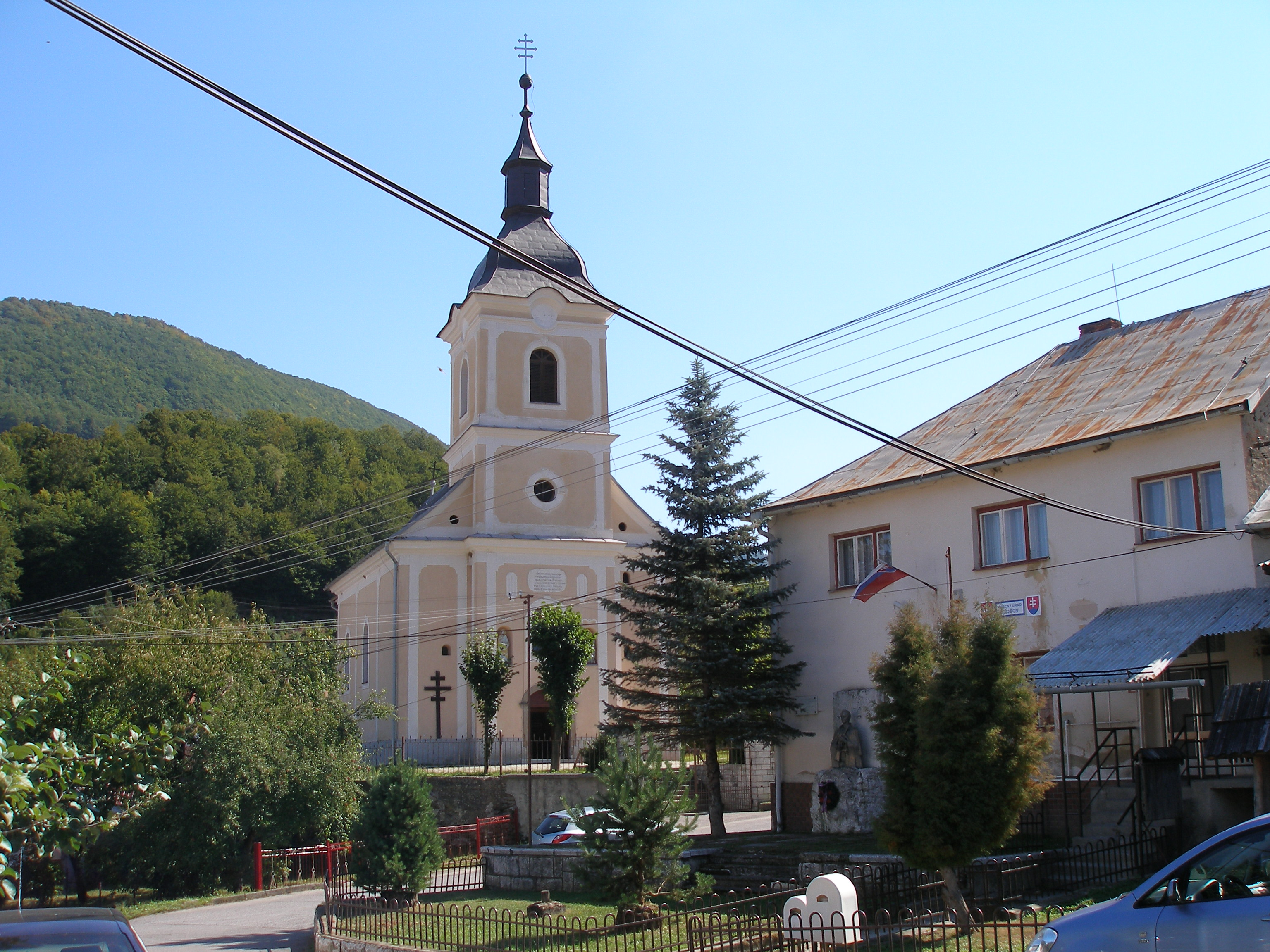
کلیسای اصلی کویشوو

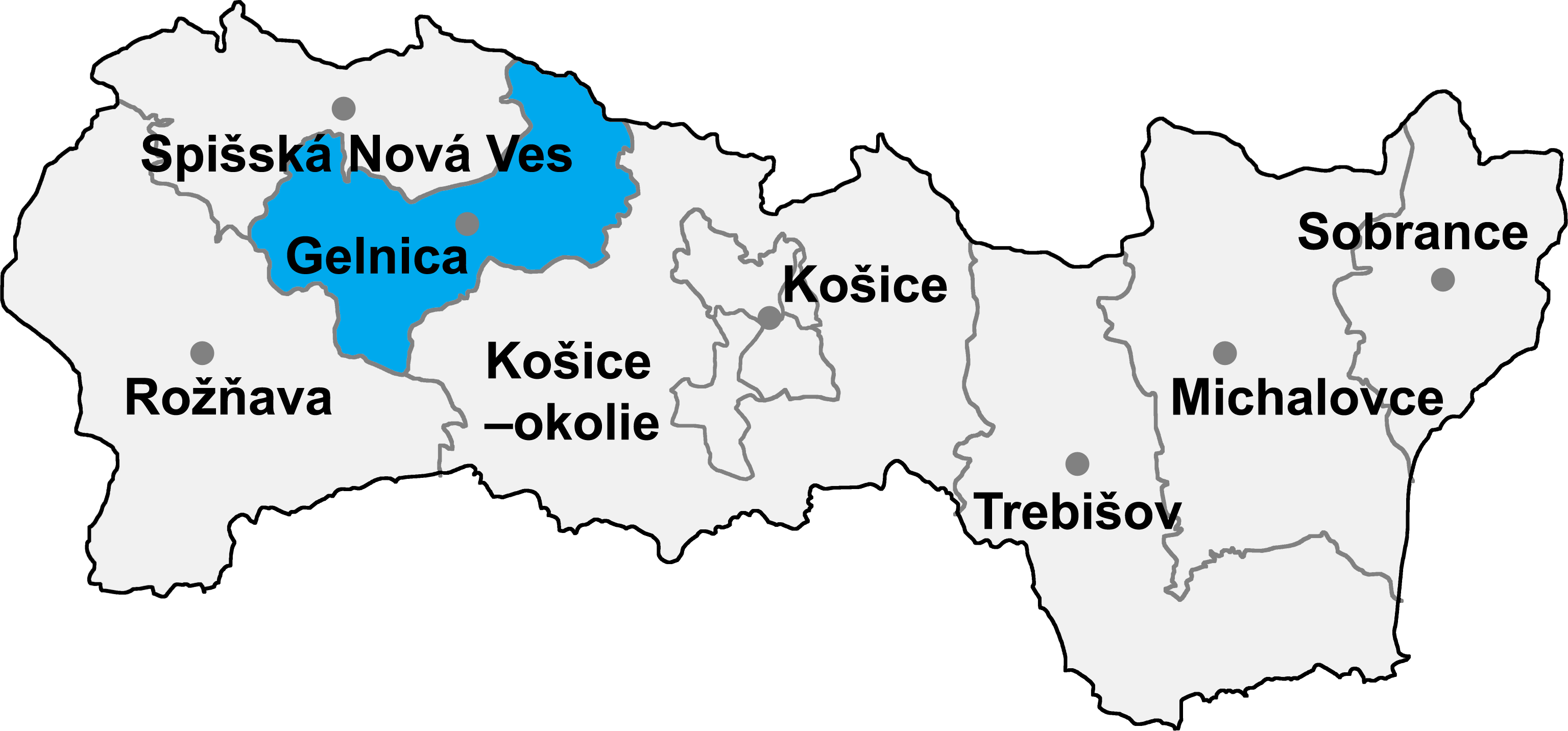
مکان ناحیهٔ گلنیتسا در منطقه کوشیتسه

کویشوو (اسلواکی: Kojšov) یک روستا و ناحیهٔ شهرداری در منطقه کوشیتسه در کشور اسلواکی است.
این روستا در سال ۲۰۱۱ میلادی حدود ۷۳۶ نفر جمعیت داشت.